# Cnemidophorus gramivagus
Espèce
Statut de conservation UICN

 LC  : Préoccupation mineure
Cnemidophorus gramivagus est une espèce de sauriens de la famille des Teiidae.

## Répartition
Cette espèce se rencontre au Venezuela, en Colombie et dans le nord-ouest du Brésil.

## Publication originale
- McCrystal & Dixon, 1987 : A new species of Cnemidophorus (Sauria Teiidae) from the llanos of Colombia and Venezuela. Journal of Herpetology, vol. 21, n. 4, p. 245-254.